# Tom Jennings (fotbollsspelare)
Thomas 'Tom' Hamilton Oliver Jennings, född 8 mars 1902 i Strathaven, Skottland, död 2 juli 1973 i Johnstone, Skottland, var en skotsk fotbollsspelare och fotbollstränare. Han blev känd i Leeds United som en målfarlig forward där han gjorde 117 mål på 174 matcher (varav 112 mål på 167 ligamatcher) mellan 1925 och 1931 då han även vann lagets interna skytteliga tre år i rad från och med säsongen 1925/26.
Under sin karriär spelade han dessutom för Raith Rovers FC, Chester City FC och Bangor City FC.
Efter den aktiva karriären som spelare var Jennings manager för Bangor City och Third Lanark mellan 1933 och 1939. 